# DDT UNIVERSAL王座
DDT UNIVERSAL王座（ディー・ディー・ティー・ユニバーサルおうざ）は、DDTプロレスリングが管理、認定している王座。

## 歴史
2019年12月29日、海外戦略の一環として世界各国に広く挑戦者を求めてシングル戦線の活性化を目的に創設。
2020年2月23日、DDTプロレスリング後楽園ホール大会で行われた初代王座決定戦に勝利したクリス・ブルックスが初代王者になった。

## 歴代王者
| 歴代   | 選手               | 戴冠回数 | 防衛回数 | 獲得日付       | 獲得場所 （対戦相手・その他）  |
| ------ | ------------------ | -------- | -------- | -------------- | ------------------------------ |
| 初代   | クリス・ブルックス | 1        | 0        | 2020年2月23日  | 後楽園ホール 竹下幸之介        |
| 第2代  | 佐々木大輔         | 1        | 3        | 2020年3月20日  | 後楽園ホール                   |
| 第3代  | クリス・ブルックス | 2        | 2        | 2020年6月27日  | 新宿FACE                       |
| 第4代  | 上野勇希           | 1        | 6        | 2020年11月3日  | 大田区総合体育館               |
| 第5代  | 佐々木大輔         | 2        | 4        | 2021年8月21日  | 川崎富士見球技場               |
| 第6代  | MAO                | 1        | 2        | 2022年3月20日  | 両国国技館                     |
| 第7代  | 高梨将弘           | 1        | 1        | 2022年6月1日   | 後楽園ホール                   |
| 第8代  | 上野勇希           | 2        | 2        | 2022年8月20日  | 大田区総合体育館               |
| 第9代  | 土井成樹           | 1        | 1        | 2023年1月13日  | 新宿FACE                       |
| 第10代 | 遠藤哲哉           | 1        | 1        | 2023年3月21日  | 後楽園ホール                   |
| 第11代 | マット・カルドナ   | 1        | 1        | 2023年7月23日  | 両国国技館                     |
| 第12代 | MAO                | 2        | 11       | 2023年11月12日 | 両国国技館                     |
| 第13代 | 飯野雄貴           | 1        | 2        | 2024年9月8日   | 名古屋国際会議場イベントホール |
| 第14代 | MAO                | 3        | 0        | 2024年10月20日 | 後楽園ホール                   |
| 第15代 | 山下実優           | 1        | 0        | 2024年11月9日  | ワシントン州シアトル           |
| 第16代 | グリンゴ・ロコ     | 1        | 2        | 2024年11月10日 | ワシントン州シアトル           |
| 第17代 | 上野勇希           | 3        | 0        | 2025年1月26日  | 後楽園ホール                   |
| 第18代 | 鈴木みのる         | 1        | 1        | 2025年3月20日  | 後楽園ホール                   |

## 主な記録
- 最長保持期間 : 301日 - MAO（第12代）
- 最多戴冠回数 : 3回 - MAO（第6代、12代、14代）、上野勇希（第4代、8代、17代）
- 最多連続防衛回数 : 11回 - MAO（第12代）
- 最多通算防衛回数 : 13回 - MAO（第6、12代、14代）
- 最年少戴冠記録 : 25歳1ヶ月 - MAO（第6代）
- 最年長戴冠記録 : 56歳9ヶ月 - 鈴木みのる（第18代）